# Persone di nome Giovanni/Architetti
| Questa pagina contiene informazioni ricavate automaticamente dalle voci biografiche con l'ausilio del template Bio e di un bot. L'aggiornamento è periodico e automatico e ricostruisce completamente la pagina. Se manca una persona in questa lista, sei pregato di non aggiungerla, ma accertati piuttosto che la sua voce biografica contenga il template Bio e che i dati anagrafici siano correttamente compilati. Se il template Bio manca, inseriscilo tu stesso o, in alternativa, metti l'avviso {{tmp\|Bio}} che ne segnala la mancanza. Se i dati riportati sono sbagliati, correggi direttamente la voce biografica; le modifiche saranno visibili in questa lista entro pochi giorni. Per chiarimenti vedi il progetto antroponimi. La lista contiene solo le 148 persone che sono citate nell'enciclopedia e per le quali è stato implementato correttamente il template Bio. Pagina aggiornata al 22 lug 2025. |

Questa è una lista di persone presenti nell'enciclopedia che hanno il nome Giovanni e sono architetti.

## A(7)
- Giovanni Aicardi, architetto e ingegnere italiano (Cuneo, n. 1550 - Genova, † 1631)
- Giovan Battista Aleotti, architetto italiano (Argenta, n. 1546 - Ferrara, † 1636)
- Giovanni Battista Aliprandi, architetto italiano (Laino, n. 1665 - Litomyšl, † 1720)
- Giovanni Biagio Amico, architetto, teologo e presbitero italiano (Trapani, n. 1684 - Trapani, † 1754)
- Giovanni Antinori, architetto italiano (Camerino, n. 1734 - Roma, † 1792)
- Giovanni Antonio Antolini, architetto, ingegnere e urbanista italiano (Castel Bolognese, n. 1753 - Bologna, † 1841)
- Giovanni Azzurri, architetto italiano (Roma, n. 1792 - Roma, † 1858)

## B(19)
- Giovanni Gaspare Bagnato, architetto tedesco (Landau in der Pfalz, n. 1696 - Mainau, † 1757)
- Giovanni Domenico Barbieri, architetto svizzero (Roveredo, n. 1704 - Eichstätt, † 1764)
- Giovanni Paolo Bartoli, architetto italiano (Pola, n. 1936)
- Giovanni Battista Bassi, architetto, matematico e meteorologo italiano (Pordenone, n. 1792 - Moruzzo, † 1879)
- Giovanni Bassignano, architetto e ingegnere italiano (Brescia, n. 1653 - Chiavari, † 1717)
- Giovanni Battagio, architetto, imprenditore e ingegnere italiano (Lodi)
- Giovanni Benincasa, architetto italiano
- Giovanni Beretta, architetto svizzero (Brissago)
- Giovanni Battista Bergonzoni, architetto e francescano italiano (Bologna, n. 1628 - Bologna, † 1692)
- Giovanni Andrea Berlam, architetto austriaco (Trieste, n. 1823 - Trieste, † 1892)
- Giovan Battista Bertani, architetto italiano (Mantova, n. 1516 - Mantova, † 1576)
- Giovanni Battista Bianchi, architetto e scultore italiano (Verona, n. 1631 - † 1687)
- Andrea Bianchi, architetto italiano (Campione d'Italia, n. 1677 - Córdoba, † 1740)
- Giovanni Antonio Bianchini, architetto italiano (Venezia - Venezia)
- Giovanni Boccalini, architetto italiano (Carpi - Loreto, † 1580)
- Giovanni Battista Borra, architetto e disegnatore italiano (Dogliani, n. 1713 - Torino, † 1786)
- Giovanni Battista Bossi, architetto italiano (Novara, n. 1864 - Milano, † 1924)
- Giovanni Broglio, architetto italiano (Airolo, n. 1874 - Milano, † 1956)
- Giovanni Buora, architetto e scultore italiano (Osteno, n. 1450 - † 1513)

## C(15)
- Giovanni Battista Cairati, architetto italiano (Cairate - Goa, † 1596)
- Giovanni Camerino, architetto italiano (Portoferraio, † 1570)
- Giovan Battista Campidori, architetto italiano (Faenza, n. 1726 - Faenza, † 1781)
- Giovanni Candi, architetto e carpentiere italiano († 1506)
- Giovanni Battista Caporali, architetto, pittore e miniatore italiano (Perugia, n. 1475 - Perugia)
- Giovanni Capula, architetto italiano
- Giovanni Carbonara, architetto italiano (Roma, n. 1942 - Roma, † 2023)
- Giovanni Battista Carducci, architetto e mecenate italiano (Fermo, n. 1806 - Magliano di Tenna, † 1878)
- Giovanni Battista Caretti, architetto, pittore e decoratore italiano (Sant'Agata sopra Cannobio, n. 1803 - † 1878)
- Tita Carloni, architetto e politico svizzero (Rovio, n. 1931 - Mendrisio, † 2012)
- Giovanni Domenico Casella, architetto e scultore svizzero (Carona)
- Giovan Battista Castello, architetto, pittore e stuccatore italiano (Trescore Balneario - Madrid, † 1569)
- Giovanni Cherubini, architetto italiano (Gottolengo, n. 1805 - Brescia, † 1882)
- Giovanni Coccapani, architetto e matematico italiano (Firenze, n. 1582 - Firenze, † 1649)
- Giovanni Battista Collepietra, architetto e ingegnere italiano (Toscana, n. 1530 - Messina, † 1604)

## D(16)
- Giovanni Antonio Dario, architetto italiano (Pellio Intelvi, n. 1630 - Sankt Florian, † 1702)
- Giovanni Luigi De Boni, architetto italiano (Villabruna, n. 1771 - Breganze, † 1844)
- Giovanni De Rosis, architetto e gesuita italiano (diocesi di Como, n. 1538 - Roma, † 1610)
- Giovanni Antonio De Rossi, architetto italiano (Roma, n. 1616 - Roma, † 1695)
- Giovanni del Fantasia, architetto italiano (Firenze, n. 1670 - Livorno, † 1743)
- Giovanni Battista Della Porta, architetto e scultore italiano (Porlezza, n. 1542 - Roma, † 1597)
- Giovanni Di Bartolo, architetto e agronomo italiano (Terranova di Sicilia, n. 1819 - provincia di Catania)
- Giovan Giacomo Di Conforto, architetto e ingegnere italiano (n. 1569 - Napoli, † 1630)
- Giovanni Francesco Di Palma, architetto, pittore e organaro italiano (Napoli - Napoli)
- Giovannino de' Dolci, architetto e ebanista italiano (Firenze - Roma)
- Giovanni Antonio Dosio, architetto e scultore italiano (San Gimignano, n. 1533 - Caserta, † 1611)
- Giovanni d'Enrico, architetto e scultore italiano (Alagna Valsesia, n. 1559 - Borgosesia, † 1644)
- Giovanni da Ferrara, architetto e ingegnere italiano
- Giovanni da Padova, architetto italiano (Padova, n. 1428 - Mantova, † 1499)
- Don Giovanni de' Medici, architetto e condottiero italiano (Firenze, n. 1567 - Murano, † 1621)
- Giovanni degli Eremitani, architetto e urbanista italiano

## F(8)
- Giovanni Faini, architetto italiano (Pozzolengo, n. 1849 - Pozzolengo, † 1928)
- Giovanni Maria Falconetto, architetto, pittore e scenografo italiano (Verona - Padova)
- Giovanni Battista Feroggio, architetto italiano (Camburzano, n. 1723 - Torino, † 1795)
- Giovanni Maria Ferraroni, architetto italiano (Pieve Modolena, n. 1662 - Reggio nell'Emilia, † 1755)
- Giovanni Maria Filippi, architetto italiano (Dasindo, n. 1565)
- Giovanni Antonio Fontana, architetto italiano (Cabbio, n. 1738 - Penne, † 1803)
- Giovanni Fontana, architetto e ingegnere svizzero (Melide, n. 1540 - Roma, † 1614)
- Giovanni Maria Fontana, architetto svizzero (Lugano, n. 1670 - † 1712)

## G(12)
- Giovanni Carlo Galli da Bibbiena, architetto e disegnatore italiano (Bologna, n. 1717 - Lisbona, † 1760)
- Giovanni di Lapo Ghini, architetto italiano
- Giovanni Giachi, architetto, ingegnere e politico italiano (Milano - Milano)
- Giovanni da Colonia, architetto tedesco (Colonia - † 1481)
- Giovanni Battista Benedetti, architetto italiano (Corneto, n. 1807 - Roma, † 1867)
- Giovanni da Gubbio, architetto italiano (Gubbio - Assisi)
- Giovanni di Simone, architetto e ingegnere italiano
- Giovanni Battista Giovenale, architetto italiano (Roma, n. 1849 - Roma, † 1934)
- Giovanni Battista Gisleni, architetto italiano (Roma, n. 1600 - Roma, † 1672)
- Giovanni Greppi, architetto italiano (Milano, n. 1884 - Milano, † 1960)
- Giovanni Francesco Guerniero, architetto e scultore italiano (Roma, n. 1665 - Roma, † 1745)
- Giovanni Guerrini, architetto, pittore e incisore italiano (Imola, n. 1887 - Roma, † 1972)

## K(1)
- Giovanni Klaus Koenig, architetto, designer e storico dell'architettura italiano (Torino, n. 1924 - Firenze, † 1989)

## L(8)
- Giovanni Battista Lantana, architetto italiano (Brescia, n. 1573 - Brescia, † 1627)
- Giovanni Lauda, architetto e designer italiano (Napoli, n. 1956)
- Giovanni Lazanio, architetto italiano (Macerata, n. 1900 - Novara, † 1971)
- Giovanni Lazzarini, architetto italiano (n. 1769 - † 1834)
- Giovanni Battista Lonate da Birago, architetto italiano (Birago)
- Giovanni Lorenzi, architetto e ingegnere italiano (Lavis, n. 1901 - Trento, † 1962)
- Giovanni Francesco Lucchini, architetto italiano (Bergamo, n. 1755 - Bergamo, † 1826)
- Nanni di Baccio Bigio, architetto italiano (Firenze - Roma, † 1568)

## M(16)
- Giovanni Battista Magnani, architetto italiano (Parma, n. 1571 - Parma, † 1653)
- Giovanni Mangone, architetto e scultore italiano (Caravaggio - Roma, † 1543)
- Giovanni Battista Manni, architetto, ingegnere e urbanista italiano (Napoli - Napoli, † 1728)
- Giovanni Battista Marchetti, architetto italiano (Predore, n. 1686 - Brescia, † 1758)
- Giovanni Battista Marconi, architetto italiano (Mantova, n. 1755 - Mantova, † 1825)
- Giovanni Battista Martinelli, architetto austriaco (Vienna, n. 1701 - Vienna, † 1754)
- Giovanni Antonio Medrano, architetto, ingegnere e militare italiano (Sciacca, n. 1703 - Napoli, † 1760)
- Giovanni Battista Meduna, architetto italiano (Venezia, n. 1800 - Venezia, † 1880)
- Giovanni Miazzi, architetto italiano (Bassano del Grappa, n. 1698 - Bassano del Grappa, † 1797)
- Giovanni Michelazzi, architetto italiano (Roma, n. 1879 - San Domenico di Fiesole, † 1920)
- Giovanni Michelucci, architetto, urbanista e incisore italiano (Pistoia, n. 1891 - Firenze, † 1990)
- Giovanni Antonio Montanaro, architetto italiano (Crema)
- Giovanni Giacomo Monti, architetto, scenografo e pittore italiano (n. 1620 - † 1692)
- Giovanni Francesco Mormando, architetto e organaro italiano (Mormanno, n. 1449 - Napoli, † 1530)
- Giovanni Mozzetta, architetto italiano
- Giovanni Muzio, architetto italiano (Milano, n. 1893 - Milano, † 1982)

## N(3)
- Giovan Battista Nelli, architetto italiano (Firenze, n. 1661 - Firenze, † 1725)
- Giovanni Nexemperger, architetto tedesco (Graz - Friburgo in Brisgovia)
- Giovanni Maria Nosseni, architetto, scultore e scrittore svizzero (Lugano, n. 1544 - Dresda, † 1620)

## O(2)
- Giovanni Domenico Orsi de Orsini, architetto boemo (Vienna, n. 1634 - Praga, † 1679)
- Giovanni Battista Orsi, architetto italiano (San Fedele Intelvi, n. 1600 - Boemia, † 1641)

## P(9)
- Giovanni Paciarelli, architetto italiano (Siena, n. 1862 - Firenze, † 1929)
- Giovanni Pacini, architetto italiano (Colle di Val d'Elsa, n. 1778 - † 1838)
- Giovanni Pellegrini, architetto italiano (Milano, n. 1908 - Como, † 1995)
- Giovanni Sallustio Peruzzi, architetto italiano (Siena - Austria, † 1572)
- Giovanni Maria Piantavigna, architetto e scultore italiano (Brescia - Brescia)
- Giovanni Picco, architetto e politico italiano (Torino, n. 1932 - Torino, † 2014)
- Gio Ponti, architetto e designer italiano (Milano, n. 1891 - Milano, † 1979)
- Giovanni Ponzello, architetto italiano (Caravonica - Genova)
- Giovanni Tommaso Prunotto, architetto italiano (Guarene, n. 1700 - Torino, † 1771)

## Q(2)
- Giovanni Battista Quadrio, architetto italiano (Milano, n. 1659 - † 1722)
- Giovanni Battista di Quadro, architetto svizzero (Lugano - Poznań)

## R(5)
- Giovanni Battista Resasco, architetto italiano (Genova, n. 1798 - Genova, † 1872)
- Giovanni Antonio Ricca, architetto italiano (Lavina, n. 1651 - Genova, † 1725)
- Giovanni Romano, architetto italiano (Acqui Terme, n. 1905 - Milano, † 1990)
- Giovanni Ruggeri, architetto italiano (Roma, n. 1665 - Milano, † 1729)
- Giovanni Antonio Rusconi, architetto e pittore italiano (Venezia, † 1578)

## S(13)
- Giovanni Battista Sacchetti, architetto italiano (Torino, n. 1690 - Roma, † 1764)
- Giovanni Antonio Salamone, architetto e ingegnere italiano (Napoli - Palermo, † 1583)
- Giovanni Salemi-Pace, architetto e ingegnere italiano (Montemaggiore Belsito, n. 1842 - Palermo, † 1930)
- Giovanni Salghetti Drioli, architetto e urbanista italiano (Firenze, n. 1911 - Livorno, † 1988)
- Giovanni Santini, architetto italiano (Umbertide, n. 1802 - Perugia, † 1868)
- Giovanni Sardi, architetto italiano (Venezia, n. 1863 - Mogliano Veneto, † 1913)
- Giovanni Scalfarotto, architetto italiano (Venezia, n. 1672 - Venezia, † 1764)
- Giovanni Battista Scapitta, architetto italiano (Moncalvo, n. 1653)
- Giovanni Battista Schellino, architetto italiano (Dogliani, n. 1818 - Dogliani, † 1905)
- Giovanni Niccolò Servandoni, architetto, pittore e scenografo italiano (Firenze, n. 1695 - Parigi, † 1766)
- Giovanni Solari, architetto e ingegnere italiano (Carona, n. 1400 - Milano, † 1482)
- Giovanni Battista Soria, architetto italiano (n. 1581 - † 1651)
- Giovanni Stern, architetto italiano (Roma, n. 1734 - Roma, † 1794)

## T(6)
- Giovanni Battista del Tasso, architetto e scultore italiano (Firenze - † 1555)
- Giovanni Pietro Tencalla, architetto svizzero (Bissone, n. 1629 - Bissone, † 1702)
- Giovanni Francesco Testa, architetto e intagliatore italiano (Parma, n. 1506 - Parma, † 1590)
- Giovanni Tiella, architetto italiano (Villasanta, n. 1892 - Rovereto, † 1961)
- Giovanni Battista Trevano, architetto svizzero (Lugano - Cracovia, † 1642)
- Giovanni Tristano, architetto e gesuita italiano (Ferrara, n. 1515 - Roma, † 1575)

## V(6)
- Giovanni Battista Vaccarini, architetto italiano (Palermo, n. 1702 - Milazzo, † 1768)
- Giovanni Vasanzio, architetto olandese (Utrecht, n. 1550 - Roma, † 1621)
- Giovanni Antonio Veneroni, architetto italiano (Pavia - Broni, † 1749)
- Giovanni Battista Vergani, architetto italiano (Verdello, n. 1788 - Pavia, † 1865)
- Giovanni Vermexio, architetto italiano (Siracusa, † 1648)
- Giovanni Antonio Viscardi, architetto svizzero (San Vittore, n. 1645 - Monaco di Baviera, † 1713)